# I Ribelli (gruppo musicale)
I Ribelli sono stati un complesso musicale italiano, nato come band di accompagnamento di Adriano Celentano, che poi ha proseguito la carriera autonomamente.

## Storia

### Le origini
Dopo lo scioglimento dei Rock Boys nel 1959, Adriano Celentano doveva trovare una nuova band di supporto per i concerti: ingaggia quindi un giovane batterista mantovano, Gianni Dall'Aglio (soprannominato Cocaina perché i genitori gestivano una drogheria), che suona negli Original Quartet (Celentano lo ha sentito suonare in un locale), e con Nando de Luca all'organo, suo nipote Gino Santercole (proveniente dai Califfi di Clem Sacco) alla chitarra, "Giannino" al basso e Giorgio Benacchio (nei dischi dell'epoca a volte il cognome è scritto Bennacchio) alla seconda chitarra forma I Ribelli, dal titolo della canzone di Celentano lanciata qualche mese prima (la denominazione dei primi anni è I Ribelli di Adriano Celentano).
Benacchio e Pasquadibisceglie suonavano con Dall'Aglio negli Original Quartet. Il debutto con il nuovo quintetto avviene a metà settembre, al Festival dell'Avanti! al parco Ravizza di Milano, dove viene proposto il nuovo singolo Teddy girl (il cui testo è di Luciano Beretta): il pubblico apprezza i nuovi musicisti, in particolar modo il batterista bambino (che anticipa di un decennio Michael Shrieve). Quando Celentano parte per il servizio militare, i Ribelli diventano la band di supporto di Clem Sacco.

### Il debutto discografico
Il debutto in sala d'incisione dei Ribelli avviene però nel 1960 in un disco di un giovane cantante rock, Ricky Sanna (che nel 1962 prenderà il nome d'arte Ricky Gianco): le due canzoni incise si intitolano Ribelli in blues e La camicia blu, pubblicate dalla Italdisc e non riscuotono successo, pur essendo due rock'n'roll con testi simpatici. Dello stesso anno sono altri due dischi 45 giri, incisi insieme al cantante inglese Colin Hicks e pubblicati dalla Broadway, una delle etichette di proprietà di Davide Matalon.

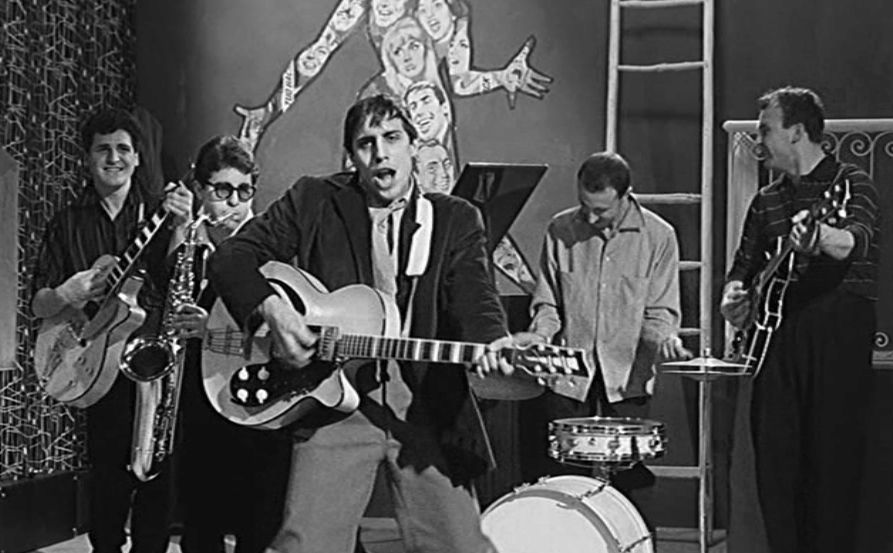
I Ribelli e Adriano Celentano nel 1961

Come complesso autonomo invece pubblicano il primo disco l'anno successivo: il direttore della Jolly, Walter Guertler (la casa discografica di Celentano), decide di far pubblicare un 45 giri del gruppo dalla sua etichetta, la Celson: esce così Enrico VIII, che passa però inosservato (il brano sul retro, 200 all'ora, è musicato da Detto Mariano, che Celentano ha conosciuto durante il servizio militare a Torino e che è entrato nel gruppo proprio in occasione di questo singolo al posto di De Luca).
Dello stesso anno è un altro disco, Alle nove al bar; in questo disco vi sono anche due nuovi componenti, Giannino Zinzone al contrabbasso e il piemontese Natale Massara, che suona il sassofono e canta nel brano sul retro, Danny boy, e nello stesso anno il gruppo si procura una scrittura per accompagnare durante il tour italiano Colin Hicks.
Nello stesso anno partecipano al film Io bacio...tu baci di Piero Vivarelli, dopo di che Zinzone abbandona il gruppo, sostituito per un breve periodo da Gianfranco Lombardi e poi da Jean Claude Bichara, proveniente dalle Antille, già bassista con Johnny Halliday e Richard Anthony, che porta con sé nel gruppo il fratello Philippe.

### Il Clan
Con la nascita del Clan Celentano il gruppo entra nella nuova casa discografica, suonando in molti dischi realizzati da essa (ad esempio nel singolo di Don Backy con La storia di Frankie Ballan/Fuggiasco) e pubblicando alcuni singoli: il primo di essi, La cavalcata, viene anche eseguito in alcune apparizioni televisive, in cui è possibile ammirare Santercole mentre esegue il pizzicato sulla chitarra elettrica. Questo è anche l'ultimo disco dove suona Santercole, che non viene sostituito (lasciando le chitarre tutte a Benacchio).
Nel 1964 sono coinvolti nell'operazione della Ragazza del Clan: per il lancio di Milena Cantù, sua ex fidanzata, Celentano si inventa un personaggio misterioso, La ragazza del Clan, che per mesi non si fa vedere in viso pur incidendo dischi, ed abbina al lancio una canzone dei Ribelli, intitolata Chi sarà la ragazza del Clan? (cover di Keep on dancin'  di Brian Poole & The Tremeloes), dimostrando comunque una conoscenza del funzionamento dei media sicuramente all'avanguardia per l'epoca; il risultato è che la Cantù vende circa mezzo milione di singoli e anche il disco dei Ribelli riscuote un buon successo.
Sempre nel 1964 partecipano al film Cleopazza di Carlo Moscovini. Nel 1966 gareggiano al Festival di Sanremo con A la buena de Dios che non riscuote successo; nello stesso anno il gruppo incide Per una lira, canzone di Mogol e Lucio Battisti, dopo di che i due fratelli Bichara abbandonano il gruppo, sostituiti da un cantante e tastierista di origine greca, Demetrio Stratos, e da Angel Salvador. Con questa formazione i Ribelli pubblicano Come Adriano ancora per il Clan, per poi passare alla Dischi Ricordi, la casa discografica presso cui incideranno tutte le loro canzoni di maggior successo.

### Il successo
Dopo il successo di Pugni chiusi, anche il disco successivo ha un buon riscontro di vendite: è la cover di You Keep Me Hanging On delle Supremes, ma eseguita con un arrangiamento simile a quello dei Vanilla Fudge, ed è intitolata Chi mi aiuterà; la chitarra elettrica di Benacchio fornisce una delle migliori esecuzioni nel gruppo.
In questo periodo hanno molte apparizioni in televisione, tra le quali è da ricordare quella a Settevoci, programma musicale condotto da Pippo Baudo, in cui si presentano a cavallo di motociclette.
Nell'ottobre del 1968 pubblicano il loro primo LP omonimo I Ribelli, prodotto da Ricky Gianco, che racchiude i 45 giri pubblicati più qualche nuovo brano, come la cover del classico rhythm and blues Get Ready o La nostra favola, cover di Delilah di Tom Jones (cantato anche da Jimmy Fontana); nello stesso anno incidono anche una nuova canzone di Battisti, Nel sole, nel vento, nel sorriso, nel pianto.
Dopo queste buone prove, però, i Ribelli incidono alcuni brani non adatti al loro stile e alla voce di Stratos, come Yummy Yummy Yummy (brano degli Ohio Express) o la cover della beatlesiana Obladì Obladà.
Tornano ai Beatles nel 1970, e le cose vanno decisamente meglio, sia perché la canzone scelta, Oh! Darling, è più adatta alla vocalità blues di Stratos, sia per l'arrangiamento, decisamente efficace: ma lo scarso successo del disco, unito alle divergenze tra i componenti sulla strada musicale da percorrere, porta il gruppo ad una crisi irreversibile.

### Lo scioglimento e la riformazione
Nell'autunno del 1970 I Ribelli decidono di sciogliersi. Stratos, musicista di formazione classica interessato alle avanguardie musicali di Luciano Berio, Luigi Nono, John Cage, Mauricio Kagel e Iannis Xenakis, dopo aver pubblicato un singolo per la Numero Uno di Lucio Battisti, abbandona definitivamente la musica leggera per formare il gruppo degli Area nel 1973; Salvador e Benacchio entrano anche loro nel giro di Battisti, suonando come session men in alcune incisioni mentre Dall'Aglio, oltre che ad essere lui stesso session man per Lucio Battisti in molteplici brani, forma un trio con Danny Besquet (ex bassista dei Profeti e del gruppo nato dalla scissione dei New Dada "Ferry, Franco, René, Danny e Gaby") e Alberto Pasetti dei Nuovi Angeli (pubblicheranno un singolo nel 1973 con Eri tutto, eri niente, eri la mia mente, cover di Give me love di George Harrison). In seguito Dall'Aglio suonerà soprattutto con Adriano Celentano, con il quale ha sempre mantenuto i rapporti.
I Ribelli si riformano per due volte: la prima nel 1977, con Gianni Dall'Aglio, Natale Massara, Giorgio Benacchio e al basso Dino D'Autorio, per pubblicare un singolo per la Dischi Ricordi, Illusione (cover di un classico degli anni trenta, Deep Purple). Questa formazione non fa concerti.
La seconda volta nel 1986, con Gianni Dall'Aglio, Alberto Ferrarini alla chitarra, Maurizio Bellini alla voce e tastiere, Fiorenzo Delegà al basso, Mauro Negri al sax e tastiere, Guido Maselli alla voce e tastiere. Da una serie iniziale di concerti viene tratto un LP (vinile) Live prodotto dal giornalista svizzero Giorgio Fieschi, fan storico dei Ribelli e distribuito dalla CGD.
Nel 1995 inoltre, questa ultima formazione pubblica per la DV Record una raccolta (Cd) di nuove registrazioni dei brani del passato. Il 2003 è l'anno dell'inserimento di un nuovo musicista, Pietro Benucci, che affianca Gianni Dall'Aglio alla batteria per realizzare un assetto ritmico innovativo e pungente. Il Gruppo ritorna così ad esibirsi con il "Beat Italia Tour" mega concerto organizzato nei palasport e nei teatri più importanti insieme ad altri protagonisti della Beat Generation italiana.
Nel 2005 segue un ulteriore inserimento di nuovi musicisti tra i quali Emiliano Paterlini alle tastiere, sostituito in seguito (2007) dal polistrumentista Moris Pradella voce, chitarra acustica e tastiere; Filippo Muntoni alla batteria, che per circa un anno prende il posto di Pietro Benucci e lo ricede allo stesso che si era preso una pausa riflessiva personale; Davide Mainoldi alla voce. Con questi ultimi musicisti si completa la formazione che pubblica nel 2008 un doppio Cd dal vivo dal titolo I Ribelli Cantano Adriano edito da Aereostella e distribuito dalla Edel Italia. Dal 2010 al basso elettrico è subentrato Marco Gennari.
Il 18 marzo 2017 è avvenuta una reunion ed è partito il tour dal Museo del Rock di Catanzaro.

## Discografia

### Album in studio
- 1968 – I Ribelli (Dischi Ricordi, SMRP 9052)
- 1996 – Obladì Obladà (D.V. More Record – CDDV 5989)
- 2008 – I Ribelli cantano Adriano (2 CD)

### Singoli
- 1960 – Ribelli in blues/La camicia blu (Italdisc, IR 69; con Ricky Sanna)
- 1960 – Love's Made a Fool of You/Blue Moon of Kentucky (Broadway, B 1029; con Colin Hicks)
- 1960 – Garden of Eden/For Every Boy (Broadway, B 1030; con Colin Hicks)
- 1961 – Red River Valley/Ciu Ciu - (Celson, QB 8030, promozionale, )
- 1961 – Enrico VIII/200 all'ora - (Celson, QB 8031)
- 1962 – La cavalcata/Serenata a Vallechiara - (Clan Celentano, ACC 24002)
- 1963 – Danny boy/Alle nove al bar (Clan Celentano, R 6000, ACC 24015; accreditato a "Natale Befanino e i Ribelli ")
- 1964 – Alle nove al bar/La cavalcata - (Clan Celentano, R 6001; stesse versioni dei dischi precedenti, edizione per juke box)
- 1964 – Chi sarà la ragazza del Clan?/Quella donna - (Clan Celentano, R 6002, come "Ribelli di Adriano")
- 1964 - Stella d'argento/Senza scarpe (Clan Celentano, ACC 24020, come Gino Santercole e i Ribelli)
- 1965 - Oh Rose', Rosetta/Signore e signori (Clan Celentano, ACC 24025, di Gino Santercole e i Ribelli)
- 1965 - L'autostop/Oh Rose', Rosetta (Clan Celentano, ACC 24029, di Gino Santercole e i Ribelli)
- 1966 – A la buena de dios/Ribelli (Clan Celentano, ACC 24034)
- 1966 – Per una lira/Ehi...voi! (Clan Celentano, ACC 24039)
- 1966 – Come Adriano/Enchinza - Bubu (Clan Celentano, ACC 24041)
- 1967 – Pugni chiusi/La follia (Dischi Ricordi, SRL 10451)
- 1967 – Chi mi aiuterà/Un giorno se ne va (Dischi Ricordi, SRL 10470)
- 1968 – Nel sole, nel vento, nel sorriso e nel pianto/Come sempre (Dischi Ricordi, SRL 10506)
- 1968 – Yummy Yummy Yummy/Un posto al sole (Dischi Ricordi, SRL 10514)
- 1969 – Obladì Obladà/Lei m'ama (Dischi Ricordi, SRL 10522)
- 1969 – Goodbye/Josephine (Dischi Ricordi, SRL 10549)
- 1970 – Oh! Darling/Il vento non sa leggere (Dischi Ricordi, SRL 10579)
- 1977 – Illusione/Calore (Dischi Ricordi, SRL 10843)

### Extended play
- 1962 - Stai lontana da me/Amami e baciami/Sei rimasta sola (Clan Celentano, ACC 24001, come Adriano Celentano e i Ribelli)
- 1963 – Amico (Clan Celentano, ACC 24011, come Don Backy e i Ribelli)

### Album dal vivo
- 1988 – I Ribelli live (CGD, LSM1315)
- 2008 - I Ribelli cantano Adriano (Aereostella, 0194302AER)

### Raccolte
- 1991 – Pugni Chiusi - (CGD, 9031-74437-2)
- 2000 – I Ribelli I Grandi Successi Originali (Ricordi, 74321911922)
- 2017 - I Grandi Successi (Sba - B00004VOUS)

## Formazione

### Tour 2017
- Gianni Dall'Aglio, batteria
- Natale Massara, voce, sax, fiati
- Giorgio Benacchio, chitarra
- Angel Salvador, basso

### Membri del gruppo
- Giorgio Benacchio (dal 1959 al 1970, nel 1977): chitarra
- Dino Pasquadibisceglie (dal 1959 al 1964): basso, chitarra
- Livio Pasolini (nel 1960): basso
- Giannino Zinzone (dal 1961 al 1962): basso
- Gino Santercole (dal 1959 al 1962): voce, chitarra
- Gigi Marson (nel 1963): tastiere
- Detto Mariano (dal 1961 al 1966): tastiere
- Nando de Luca (nel 1960): tastiere
- Natale Massara (dal 1961 al 1970, nel 1977): voce, sax, fiati
- Gianfranco Lombardi (nel 1963): basso
- Jean Claude Bichara: (dal 1964 al 1966): basso
- Angel Salvador: (dal 1966 al 1970): basso
- Philippe Bichara: (dal 1964 al 1966): voce, chitarra e percussioni
- Demetrio Stratos: (dal 1966 al 1970): voce, tastiere
- Dino D'Autorio: (nel 1977): basso
- Maurizio Bellini : (dal 1986): voce, tastiere
- Fiorenzo Delegà: (dal 1986 al 2008): basso, voce
- Alberto Ferrarini : (dal 1986): chitarra, voce
- Mauro Negri: (dal 1986 al 2005): sax, tastiere
- Guido Maselli: (dal 1986 al 2005): voce, tastiere
- Emiliano Paterlini: (dal 2005 al 2006): tastiere, voce
- Pietro Benucci : (dal 2003 al 2005, nel 2008): batteria
- Filippo Muntoni: (dal 2006 al 2007): batteria
- Davide Mainoldi : (dal 2005): voce
- Moris Pradella: (dal 2007 al 2008): voce, chitarra acustica, tastiere
- Marco Gennari : (dal 2010 al 2018): basso
- Davide Salzano: (dal 2018): basso